# 嚴家熾

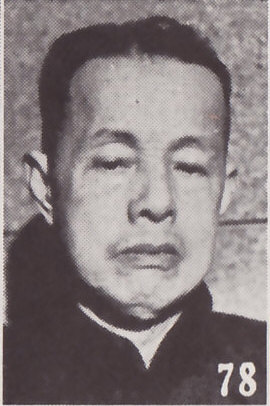
《最新支那要人传》中的嚴家熾照片

嚴家熾（1885年—1952年）字孟繁，江蘇省蘇州府吴县人，清末民初政治家。

## 生平
嚴家熾出身蘇州的東山严氏家族。清末，历任江西省九江府知府、景德鎮同知、广東省韶州府知府、广州府知府、高雷陽道道员、广东巡警道道员。在任职期间，收殓了黄花岗起义被处决的革命派72人（72烈士）的遺体。
1913年（民国2年）1月，任广東省国税厅籌備处处長。不久，调任粤海关監督。1914年5月，任广東省財政司司長。1915年5月，署理湖南省財政厅厅長。1916年（民国5年）8月辞任。1920年（民国9年）10月，被任命为江蘇省財政厅長。同年，任東南大学校董。1925年（民国14年）辞任，被任命为河北、熱河官产总处副处長。
1938年（民国27年）3月，梁鴻志的中華民国維新政府成立，嚴家熾任財政部次長。11月被罢免职务。1939年4月，接替病倒的財政部長陳錦濤，出任代理財政部長（陳錦濤于1939年6月逝世）。9月，正式升任财政部長。
1940年（民国29年）3月，汪兆銘（汪精衛）的南京国民政府成立，嚴家熾任財政部政務次長兼監察院監察使。財政部政務次長任至1943年（民国32年）1月，監察院監察使任至1944年（民国33年）5月。
日本投降後，嚴家熾作为汉奸遭到国民政府逮捕，判处有期徒刑13年。中華人民共和国成立後的1952年，嚴家熾在上海赴为他祝寿宴会途中车上逝世，享年68岁。